# Hinata
Hinata Hyugo er en fiktiv figur  fra Narutoserien, er fra Hyugaklanens hovedhus. Hun har ligesom de fleste fra Hyugahuset mestret Byakugan dojutsoen og Juken- (Gentle Fist) kampmetoden. 
I Chunin-eksamen kommer hun op imod Neji hyuga, som kommer fra hyugaklanens slavehus. Dette er en afgørende kamp for Hinata, fordi hun assimilerer Naruto's ånd med ikke at give op. Det afsløres at Neji Hyuga har et brændende had til hovedhuset grundet en tidligere episode, så han prøver at slå hende ihjel ved at ramme hendes hjerte med Gentle Fist kamp metoden. Hun overlever dog, men Naruto sværger at tage hævn over hende. 
- Som person: Hinata har siden begyndelsen af serien, været forelsket i Naruto, som selvfølgelig ikke ligger mærke til at hun er vild med ham. Som person er hun en stille pige der ikke siger så meget, selv når hun bliver spurgt, har hun svært ved at få ordene ud af munden.
- Evner: Hendes speciale er det såkaldte Byakugan øje der gør hende i stand til at se fjendens chakra åre.

- Gruppe: Hinata er med i Team Kurenai, hvor også Kiba og Shino er med. Som hold fungerer de godt, dog er der ingen af dem snakker særlig meget, men de kæmper alligevel godt sammen.